# Jelutung (Namang)
Jelutung is een bestuurslaag in het regentschap Bangka Tengah van de provincie Bangka-Belitung, Indonesië. Jelutung telt 2507 inwoners (volkstelling 2010).